# België op de Paralympische Zomerspelen 1992
België nam deel aan de Paralympische Zomerspelen 1992 in Barcelona, Spanje. 

## Medailleoverzicht
| Sport       | Olympiër            | Discipline                   | Medaille |
| ----------- | ------------------- | ---------------------------- | -------- |
| Atletiek    | Alex Hermans        | Kogelstoten C7 (m)           | Goud     |
| Atletiek    | Benny Govaerts      | 5000 m C7-8 (m)              | Goud     |
| Schietsport | Jan Boonen          | Sport pistool SH1>3 (g)      | Goud     |
| Tafeltennis | Ingrid Borre        | Open Klasse 6-10 (v)         | Goud     |
| Wielersport | Guy Culot           | tijdrit 1,500 m CP Div 1 (m) | Goud     |
|             |                     |                              |          |
| Atletiek    | Ann-Gael de Saint   | Speerwerpen C5>8 (v)         | Zilver   |
| Atletiek    | Kurt Van Raefelghem | Verspringen B3 (v)           | Zilver   |
| Bankdrukken | Pierre Vanderheyden | tot 75 kg (m)                | Zilver   |
| Zwemmen     | Sebastian Xhrouet   | 200 m Wisselslag SM6 (m)     | Zilver   |
|             |                     |                              |          |
| Atletiek    | Ann-Gael de Saint   | Discuswerpen C5>8 (v)        | Brons    |
| Bankdrukken | Carl Muylle         | tot 67.5 kg (m)              | Brons    |
| Schietsport | Jan Boonen          | Vrij pistool SH1>3 (g)       | Brons    |
| Tafeltennis | Ingrid Borre        | Individueel Klasse 9 (v)     | Brons    |
| Wielersport | Geert Couchez       | ijdrit 1,500 m CP Div 1 (m)  | Brons    |
| Zwemmen     | Carine van Puyvelde | 100 m Schoolslag B1-2 (v)    | Brons    |

## Deelnemers en resultaten
(m) = mannen, (v) = vrouwen,  (g) = gemengd

### Atletiek
| Paralympiër         | Onderdeel             | Resultaat                | Prestatie      |
| ------------------- | --------------------- | ------------------------ | -------------- |
| Alex Hermans        | Discuswerpen C7 (m)   | 7                        | 30.54 m        |
| Alex Hermans        | Kogelstoten C7 (m)    | Goud                     | 12.89 m        |
| Benny Govaerts      | 800 m C7-8 (m)        | 6                        | 2:16.53 s      |
| Benny Govaerts      | 1500 m C7-8 (m)       | 7                        | 4:48.31 s      |
| Benny Govaerts      | 5000 m C7-8 (m)       | Goud                     | 17:20.96 s     |
| Dider Simons        | Discuswerpen THS2 (m) | 15                       | 27.70 m        |
| Dider Simons        | 100 m TS1 (m)         | 8                        | 17.59 s        |
| Dider Simons        | Kogelstoten THS2 (m)  | 5                        | 10.87 m        |
| Dider Simons        | Verspringen J1 (m)    | 8                        | 3.85 m         |
| Georges van Damme   | 1500 m TW3-4 (m)      | 6de in de halve finales  | 3:28.03 s      |
| Georges van Damme   | 10.000 m TW3-4 (m)    | 6de in de heats          | 23:16.16 s     |
| Georges van Damme   | Marathon TW3-4 (m)    | 12                       | 1:35:46 s      |
| Gino De Keersmaeker | Discuswerpen THS2 (m) | 11                       | 32.64 m        |
| Gino De Keersmaeker | Kogelstoten THS2 (m)  | 13                       | 9.60 m         |
| Johann Eerdekens    | 10.000 m TW3-4 (m)    | 12de in de heats         | 26:27.85 s     |
| Johann Eerdekens    | Marathon TW3-4 (m)    | dnf                      | Niet Gefinisht |
| Koen Lambert        | 200 m B3 (m)          | 7de in de Halve finales  | 25.71 s        |
| Koen Lambert        | 400 m B3 (m)          | 5de in de Halve finales  | 55.97 s        |
| Kurt Van Raefelghem | 100 m B3 (m)          | 7                        | 12.02 s        |
| Kurt Van Raefelghem | 200 m B3 (m)          | 6                        | 24.25 s        |
| Kurt Van Raefelghem | Verspringen B3 (m)    | Zilver                   | 6.56 m         |
| Patrick de Ryck     | 800 m B3 (m)          | 5                        | 2:00.35 s      |
| Patrick de Ryck     | 1500 m B3 (m)         | 6                        | 4:15.78 s      |
| Patrick de Ryck     | 5000 m B3 (m)         | dnf                      | Niet Gefinisht |
| Paul Van Winkel     | 200 m TW4 (m)         | 5                        | 27.98 s        |
| Paul Van Winkel     | 400 m TW4 (m)         | 3de in de heats          | 53.66 s        |
| Paul Van Winkel     | 800 m TW4 (m)         | 4                        | 1:41.35 s      |
| Paul Van Winkel     | 5000 m TW3-4 (m)      | dnf                      | Niet Gefinisht |
| Peter Brepoels      | 200 m B2 (m)          | 5de in de heats          | 25.61 s        |
| Peter Brepoels      | 400 m B2 (m)          | 4de in de heats          | 55.51 s        |
| Peter Brepoels      | 800 m B2 (m)          | 4de in de Halve finales  | 2:06.53 s      |
| Raymond van Herck   | Discuswerpen THW7 (m) | 8                        | 29.56 m        |
| Raymond van Herck   | Speerwerpen THW7 (m)  | 8                        | 25.00 m        |
| Raymond van Herck   | Vijfkamp PW3-4 (m)    | 11                       | 4074 pt        |
| Stanny Appermont    | 800 m TW4 (m)         | 7                        | 1:41.68 s      |
| Stanny Appermont    | 1500 m TW3-4 (m)      | 5                        | 3:18.96 s      |
| Stanny Appermont    | 5000 m TW3-4 (m)      | dnf                      | Niet Gefinisht |
| Stanny Appermont    | 10.000 m TW3-4 (m)    | 5de in de heats          | 23:15.98 s     |
| Stanny Appermont    | Marathon TW3-4 (m)    | 8                        | 1:35:42 s      |
| Steve Orens         | 400 m TW3 (m)         | 7                        | 54.14 s        |
| Steve Orens         | 800 m TW3 (m)         | 5                        | 1:46.12 s      |
| Steve Orens         | 1500 m TW3-4 (m)      | 8ste in de Halve finales | 3:29.39 s      |
| Steve Orens         | 5000 m TW3-4 (m)      | 12de in de Halve finales | 11:11.10 s     |
|                     |                       |                          |                |
| Ann-Gael de Saint   | Speerwerpen C5>8 (v)  | Zilver                   | 24.96 m        |
| Ann-Gael de Saint   | 100 m C7-8 (v)        | 8ste in de heats         | 17.61 s        |
| Ann-Gael de Saint   | Discuswerpen C5>8 (v) | Brons                    | 22.98 s        |
| Chris de Craene     | 100 m TW4 (v)         | 7de in de heats          | 21.53 s        |
| Chris de Craene     | 200 m TW4 (v)         | 8ste in de heats         | 38.05 s        |
| Sonia de Hauwere    | Discuswerpen THS2 (v) | 10                       | 19.62 m        |
| Sonia de Hauwere    | Kogelstoten THS2 (v)  | 10                       | 6.96 m         |
| Sonia de Hauwere    | Speerwerpen THS2 (v)  | 6                        | 18.86 m        |

### Bankdrukken
| Paralympiër         | Onderdeel       | Resultaat | Prestatie |
| ------------------- | --------------- | --------- | --------- |
| Carl Muylle         | tot 67.5 kg (m) | Brons     | 170 kg    |
| Herbert Diman       | tot 75 kg (m)   | 7         | 135 kg    |
| Ugo Verstraete      | tot 52 kg (m)   | 6         | 112.5 kg  |
| Jean Vanderesse     | tot 82.5 kg (m) | 9         | 150 kg    |
| Pierre Vanderheyden | tot 75 kg (m)   | Zilver    | 182.5 kg  |
| Stephane Pepin      | over 100 kg (m) | 8         | 150 kg    |
| Xavier Windels      | tot 82.5 kg (m) | 4         | 170 kg    |

### Boogschieten
| Paralympiër     | Onderdeel | Resultaat                | Prestatie |
| --------------- | --------- | ------------------------ | --------- |
| Carmelo Scalisi | open (m)  | 23ste in de kwalificatie | 1020 pt   |

### Boccia
| Paralympiër                                                    | Onderdeel          | Resultaat            | Prestatie |
| -------------------------------------------------------------- | ------------------ | -------------------- | --------- |
| Ellen Vermander                                                | Individueel C1 (g) | 1/8ste finales       |           |
| Marc Craens                                                    | Individueel C2 (g) | Kwarfinales          |           |
| Hilde Vandenabeele                                             | Individueel C2 (g) | 1/8ste finales       |           |
| Steven Laekeman                                                | Individueel C2 (g) | Kwarfinales          |           |
| Ellen Vermander Marc Craens Hilde Vandenabeele Steven Laekeman | Trio's C1-C2 (g)   | 3de in de groepsfase |           |

### CP-voetbal
| Paralympiër | Onderdeel | Resultaat            | Prestatie |
| --- | --------- | -------------------- | --------- |
| Rudy Deketele Gerard Himpe Marc Lorent Dirk Musschoot Geert Proot Pascal Sikorski Luc Teirbrood John Wyns Marcel van Meir Hugo van Overmeire | Mannen    | 3de in de groepsfase |           |

### Schermen
| Paralympiër | Onderdeel      | Resultaat            | Prestatie |
| ----------- | -------------- | -------------------- | --------- |
| Marc Daes   | Floret 3-4 (m) | 6de in de groepsfase |           |
| Marc Daes   | Degen 3-4 (m)  | 6de in de groepsfase |           |

### Schietsport
| Paralympiër        | Onderdeel                     | Resultaat | Prestatie |
| ------------------ | ----------------------------- | --------- | --------- |
| Guy Vangils        | Luchtgeweer, 3x40 SH4 (g)     | 11        | 1169 pt   |
| Hans Peter Stamper | Olympische Wedstrijd SH4 (g)  | 6         | 595 pt    |
| Hubert Scarpat     | luchtpistool SH1 (m)          | 12        | 530 pt    |
| Jan Boonen         | luchtpistool SH2 (m)          | 7         | 641.3 pt  |
| Jan Boonen         | Vrij pistool SH1>3 (g)        | Brons     | 523 pt    |
| Jan Boonen         | Sport pistool SH1>3 (g)       | Goud      | 655 pt    |
| Johan Stragier     | Engelse Wedstrijd SH1>3 (g)   | 19        | 562 pt    |
| Johan Stragier     | Olympische Wedstrijd SH2 (g)  | 29        | 576 pt    |
| Linda Hortz        | Olympische Wedstrijd SH4 (g)  | 21        | 579 pt    |
| Luc Dessart        | Luchtgeweer, 3x40 SH4 (g)     | 8         | 1272.9 pt |
| Luc Dessart        | Olympische Wedstrijd SH4 (g)  | 11        | 592 pt    |
| Mario Dorigo       | Luchtgeweer, 3x40 SH4 (g)     | 16        | 1157 pt   |
| Rene Remmerie      | Olympische Wedstrijd SH2 (g)  | 34        | 573 pt    |
| Walhter Vlaminck   | Engelse Wedstrijd SH1>3 (g)   | 16        | 564 pt    |
| Walhter Vlaminck   | Olympische Wedstrijd SH3 (g)  | 7         | 687.9 pt  |
| Walhter Vlaminck   | Luchtgeweer, 3x40 SH3 (g)     | 8         | 1233.5 pt |
| Walhter Vlaminck   | Luchtgeweer, staand SH1>3 (g) | 15        | 368 pt    |

### Tafeltennis
| Paralympiër          | Onderdeel                | Resultaat            | Prestatie |
| -------------------- | ------------------------ | -------------------- | --------- |
| Alain Ledoux         | Open Klasse 1-5 (m)      | 64ste finales        |           |
| Alain Ledoux         | Individueel Klasse 1 (m) | 3de in de groepsfase |           |
| C. Vansantvoort      | Open Klasse 6-10 (m)     | 16de finales         |           |
| C. Vansantvoort      | Individueel Klasse 8 (m) | 3de in de groepsfase |           |
| Claude Goffin        | Open Klasse 1-5 (m)      | 64ste finales        |           |
| Claude Goffin        | Individueel Klasse 1 (m) | 3de in de groepsfase |           |
| Dimitri Ghion        | Open Klasse 1-5 (m)      | 16de finales         |           |
| Dimitri Ghion        | Individueel Klasse 4 (m) | kwartfinales         |           |
| Giovanni Bruttomesso | Open Klasse 1-5 (m)      | 64ste finales        |           |
| Giovanni Bruttomesso | Individueel Klasse 3 (m) | 8ste finales         |           |
| Nico Vergeylen       | Open Klasse 6-10 (m)     | 16de finales         |           |
| Nico Vergeylen       | Individueel Klasse 8 (m) | 3de in de groepsfase |           |
| Robert Lorent        | Open Klasse 1-5 (m)      | 32ste finales        |           |
| Robert Lorent        | Individueel Klasse 3 (m) | 8ste finales         |           |
| Yves Delwasse        | Open Klasse 1-5 (m)      | 32ste finales        |           |
| Yves Delwasse        | Individueel Klasse 3 (m) | 3de in de groepsfase |           |
|                      |                          |                      |           |
| Ingrid Borre         | Open Klasse 6-10 (v)     | Goud                 |           |
| Ingrid Borre         | Individueel Klasse 9 (v) | Brons                |           |

### Tennis
| Paralympiër        | Onderdeel     | Resultaat  | Prestatie |
| ------------------ | ------------- | ---------- | --------- |
| Roland de Meersman | Enkelspel (m) | 1ste ronde |           |

### Wielersport
| Paralympiër                                                                | Onderdeel                    | Resultaat | Prestatie      |
| Weg                                                                        | Weg                          | Weg       | Weg            |
| -------------------------------------------------------------------------- | ---------------------------- | --------- | -------------- |
| Luc Festen Chris Vandijck piloot                                           | wegwedstrijd Open (m)        | 9         | 2:51:00 s      |
| Joseph Henrard Jean Pierre Henrard piloot                                  | wegwedstrijd Open (m)        | 7         | 2:49:53 s      |
| Claude Vancoillie                                                          | wegwedstrijd LC1 (m)         | dnf       | niet gefinisht |
| Geert Couchez                                                              | tijdrit 1,500 m CP Div 1 (m) | Brons     | 2:54.02        |
| Guy Culot                                                                  | tijdrit 1,500 m CP Div 1 (m) | Goud      | 2:47.42        |
| Luc Festen Chris Vandijck piloot Joseph Henrard Jean Pierre Henrard piloot | Ploegen tijdrit Open (m)     | 9         | 1:05:09.83 s   |

### Zwemmen
| Paralympiër         | Onderdeel                 | Resultaat       | Prestatie |
| ------------------- | ------------------------- | --------------- | --------- |
| Frederic Delaunoy   | 50 m Vrije Slag S9 (m)    | 5de in de heats | 29.38 s   |
| Frederic Delaunoy   | 100 m Schoolslag SB9 (m)  | 5               | 1:25.76 s |
| Frederic Delaunoy   | 100 m Vrije Slag S9 (m)   | 6de in de heats | 1:04.90 s |
| Frederic Delaunoy   | 200 m Wisselslag SM9 (m)  | 7de in de heats | 2:50.03 s |
| Sebastian Xhrouet   | 50 m Vrije Slag S7 (m)    | 8               | 33.17 s   |
| Sebastian Xhrouet   | 100 m Vrije Slag S7 (m)   | 7               | 1:12.32 s |
| Sebastian Xhrouet   | 200 m Wisselslag SM6 (m)  | Zilver          | 3:05.89 s |
| Sebastian Xhrouet   | 400 m Vrije Slag S7 (m)   | 4               | 5:22.07 s |
|                     |                           |                 |           |
| Carine van Puyvelde | 100 m Schoolslag B1-2 (v) | Brons           | 1:31.13 s |
| Carine van Puyvelde | 100 m Vrije slag B2 (v)   | 5de in de heats | 1:22.62 s |
| Carine van Puyvelde | 200 m Schoolslag B1-3 (v) | 6               | 3:22.48 s |
| Carine van Puyvelde | 200 m Wisselslag B2 (v)   | 8               | 3:20.03 s |
| Sabrina Bellavia    | 50 m Wisselslag S9 (v)    | 4de in de heats | 34.18 s   |
| Sabrina Bellavia    | 100 m Rugslag S9 (v)      | 7               | 1:26.11 s |
| Sabrina Bellavia    | 100 m Schoolslag SB9 (v)  | 5               | 1:36.96 s |
| Sabrina Bellavia    | 100 m Vrije slag S9 (v)   | 5               | 1:12.91 s |
| Sabrina Bellavia    | 200 m Wisselslag SM9 (v)  | 6               | 3:02.05 s |